# Thomas Johansson
Thomas Johansson (Linköping, 24 de março de 1975) é um ex-tenista profissional sueco.
Sua maior conquista foi de campeão em simples do Aberto da Austrália de 2002, quando derrotou o favorito Marat Safin em 4 sets, com parciais de 3-6, 6-4, 6-4 e 7-6. 
Em 1999, ganhou o Canadá Masters. Nos Jogos Olímpicos de Pequim 2008, obteve a medalha de prata em duplas com Simon Aspelin. Em 2005, foi semifinalista do torneio de Wimbledon.
Na carreira venceu 9 torneios de nível ATP em simples e 1 em duplas. Johansson representou a equipe sueca na Copa Davis. 

## Major finais

### Grand Slam finais

#### Simples: 1 (1–0)
| Resultado | Ano  | Campeonato      | Pìso | Oponente    | Placar                  |
| Campeão   | 2002 | Australian Open | Duro | Marat Safin | 3–6, 6–4, 6–4, 7–6(7–4) |

### ATP Masters Series finais

#### Simples: 1 (1–0)
| Resultado | Ano  | Campeonato | Piso | Oponente           | Placar        |
| Campeão   | 1999 | Montréal   | Duro | Yevgeny Kafelnikov | 1–6, 6–3, 6–3 |

### Olimpíadas

#### Duplas (1 prata)
| Resultado | N. | Data           | Torneio       | Piso | Parceiro      | Opponentes                       | Placar                  |
| Prata     | 1. | 17 Agosto 2008 | Pequim, China | Duro | Simon Aspelin | Roger Federer Stanislas Wawrinka | 3–6, 4–6, 7–6(7–4), 3–6 |

## ATP finais

### Simples: 14 (9–5)
| Legenda                  |
| Grand Slam (1–0)         |
| Tennis Masters Cup (0–0) |
| ATP Masters Series (1–0) |
| ATP Tour (7–5)           |

| Títulos por Piso |
| Duro (4–2)       |
| Grama (2–1)      |
| Saibro (0–0)     |
| Carpete (3–2)    |

| Resultado | N. | Data             | Campeonato                            | Piso        | Oponente            | Placar                  |
| Campeão   | 1. | 10 Março 1997    | Copenhague, Dinamarca                 | Carpete (i) | Martin Damm         | 6–4, 3–6, 6–2           |
| Campeão   | 2. | 17 Março 1997    | St. Petersburg, Rússia                | Carpete (i) | Renzo Furlan        | 6–3, 6–4                |
| Vice      | 1. | 2 Março 1998     | Rotterdam, Holanda                    | Carpete (i) | Jan Siemerink       | 6–7(2–7), 2–6           |
| Vice      | 2. | 9 Novembro 1998  | Estocolmo, Suécia                     | Duro (i)    | Todd Martin         | 3–6, 4–6, 4–6           |
| Campeão   | 3. | 2 Agosto 1999    | Montreal, Canadá                      | Duro        | Yevgeny Kafelnikov  | 1–6, 6–3, 6–3           |
| Campeão   | 4. | 20 Novembro 2000 | Estocolmo, Suécia                     | Duro (i)    | Yevgeny Kafelnikov  | 6–2, 6–4, 6–4           |
| Campeão   | 5. | 11 Junho 2001    | Halle, Alemanha                       | Grama       | Fabrice Santoro     | 6–3, 6–7(5–7), 6–2      |
| Campeão   | 6. | 18 Junho 2001    | Nottingham, Reino Unido               | Grama       | Harel Levy          | 7–5, 6–3                |
| Campeão   | 7. | 14 Janeiro 2002  | Australian Open, Melbourne, Austrália | Duro        | Marat Safin         | 3–6, 6–4, 6–4, 7–6(7–4) |
| Vice      | 3. | 14 Junho 2004    | Nottingham, Reino Unido               | Grama       | Paradorn Srichaphan | 6–1, 6–7(4–7), 3–6      |
| Campeão   | 8. | 25 Outubro 2004  | Estocolmo, Suécia                     | Duro (i)    | Andre Agassi        | 3–6, 6–3, 7–6(7–4)      |
| Campeão   | 9. | 24 Outubro 2005  | St. Petersburg, Rússia                | Carpete (i) | Nicolas Kiefer      | 6–4, 6–2                |
| Vice      | 4. | 23 Outubro 2006  | St. Petersburg, Rússia                | Carpete (i) | Mario Ančić         | 5–7, 6–7(2–7)           |
| Vice      | 5. | 8 Outubro 2007   | Estocolmo, Suécia                     | Duro (i)    | Ivo Karlović        | 3–6, 6–3, 1–6           |

### Duplas: 2 (1–1)
| Legenda                |
| Grand Slam (0)         |
| Tennis Masters Cup (0) |
| ATP Masters Series (0) |
| ATP Tour (1)           |

| Títulos por Piso |
| Duro (0)         |
| Grama (0)        |
| Saibro (1)       |
| Carpete (0)      |

| Resultado | N. | Data          | Torneio        | Piso   | Parceiro       | Oponentes                     | Placar           |
| Vice      | 1. | 16 Julho 2006 | Båstad, Suécia | Saibro | Jonas Björkman | Christopher Kas Oliver Marach | 6–3, 4–6, [10–4] |